# Граф де Айяла
Граф де Айяла — испанский дворянский титул. Он был создан 31 января 1602 года королем Испании Филиппом III для Фернандо де Айяла.

## Графы де Айяла
- Фернандо де Айяла, 1-й граф де Айяла, сын Фернандо де Толедо, 3-го сеньора де Вильория и Дон-Коскоса, и Марии де Фонсеки, сеньоры де Кока.
- Фернандо Антонио де Айяла и Ульоа (1620—1676), 2-й граф де Айяла. Сын предыдущего и Марианны де Ульоа. Был женат на Исабель де Суньиге и Фонсеке, 1-й маркизе де Тарасона
- Хакобо Франсиско Фитц-Джеймс Стюарт и Колон и Португаль (1718—1785), 7-й граф де Айяла, 3-й герцог де Лирия-и-Херика, 3-й герцог де Бервик, сын Хакобо Фитц-Джеймса Стюарта и Бурга (1696—1738), 2-го герцога де Лирия-и-Херика, и Каталины Вентуры Колон де Португаль (1690—1739), 9-й герцогини де Верагуа и 8-й герцогини де ла Вега.
- Карлос Бернардо Фитц-Джеймс Стюарт и Сильва (1752—1787), 8-й граф де Айяла, 4-й герцог де Лирия-и-Херика и 4-й герцог де Бервик, сын предыдущего и Марии Терезы де Сильвы и Альварес де Толедо
- Хакобо Фелипе Фитц-Джеймс Стюарт цу Штольберг-Гедерн[исп.] (1773—1794), 9-й граф де Айяла, 5-й герцог де Лирия-и-Херика и 5-й герцог де Бервик, сын предыдущего и принцессы Каролины цу Штольберг-Гедерн (1755—1828)
- Мария Тереза де Сильва Алаварес де Толедо (1762—1802), 10-я графиня де Айяла, 13-я герцогиня Альба, единственная дочь Франсиско де Паула де Сильва и Альварес де Толедо (1733—1770), 10-го герцога де Уэскара (1755—1770), и Марианы дел Пилар де Сильва-Базан и Сармьенто.
- Карлос Мигель Фитц-Джеймс Стюарт и Сильва (1794—1835), 11-й граф де Айяла, 14-й герцог Альба, второй сын гранда Хакобо Филипе Фитц-Джеймса Стюарта и Сильвы (1773—1794), 5-го герцога де Лириа-и-Херика и 5-го герцога Бервика (1787—1794), и Марии Терезы Фернандес и Палафокс (1772—1818).
- Хакобо Фитц-Джеймс Стюарт и Вентимилья (1821—1881), 12-й граф де Айяла, 15-й герцог Альба, старший сын Карлоса Мигеля Фитц-Джеймса Стюарта и Сильвы(1794—1835), 7-го герцога де Лириа-и-Херика и 7-го герцога Бервик (1795—1835), 14-го герцога Альба-де-Тормес и 12-го герцога Уэскара (1802—1835), и Розалии Вентимилья и Монкада (1798—1868), принцессы ди Граммонте.
- Карлос Мария Фитц-Джеймс Стюарт и Палафокс (1849—1901), 13-й граф де Айяла, 16-й герцог де Альба, единственный сын Хакобо Фитц-Джеймса Стюарта и Вентимилья (1821—1881), 15-го герцога Альба (1835—1881), и Марии Франсиски де Палафокс и Портокарреро де Гусман и Киркпатрик (1825—1860)
- Хакобо Фитц-Джеймс Стюарт и Фалько (1878—1953), 14-й граф де Айяла, 17-й герцог де Альба, старший сын Карлоса Марии Фитц-Джеймса Стюарта и Палафокса (1849—1901), 16-го герцога Альба-де-Тормес (1881—1901), и Марии дель Росарио Фалько и Осорио (1854—1904), 21-й графине де Сируэла.
- Мария дель Росарио Каэтана Фитц-Джеймс Стюарт и Сильва (1926—2014), 15-я графиня де Айяла, 18-я герцогиня де Альба, единственная дочь Хакобо Фитц-Джеймса Стюарта и Фалько (1878—1953), 17-го герцога Альба и Марии дель Росарио де Сильва и Гуртубай (1900—1934), 15-й герцогини Алиага и 10-й маркизы Сан-Висенте-дель-Барко.
- Карлос Фитц-Джеймс Стюарт и Мартинес де Ирухо (род. 1948), 16-й граф де Айяла, 19-й герцог де Альба. Старший сын Марии дель Росарио Каэтаны Альфонсы Виктории Евгении Франциски Фитц-Джеймс Стюарт и Сильва (1926—2014), 18-й герцогини Альба от первого брака с Луисом Мартинесом де Ирухо-и-Артаскоса (1919—1972), сыном Педро Мартинеса де Ирухо-и-Артаскоса (1882—1957), 9-го герцога Сотомайора, и Анны Марии де Артаскос (1892—1930).